# (34716) Guzzo
(34716) Guzzo est un astéroïde de la ceinture principale. Son nom honore Massimiliano Guzzo, un professeur à l'université de Padoue.

## Description
(34716) Guzzo est un astéroïde de la ceinture principale. Il fut découvert le 14 août 2001 à San Marcello Pistoiese par Andrea Boattini et Luciano Tesi. Il présente une orbite caractérisée par un demi-grand axe de 2,53 UA, une excentricité de 0,10 et une inclinaison de 2,2° par rapport à l'écliptique.

## Compléments